# Warren Westlund
Warren DeHaven Westlund (Olympia, 20 agosto 1926 – Seattle, 13 febbraio 1992) è stato un canottiere statunitense.

## Palmarès

### Olimpiadi
- 1 medaglia:
  - 1 oro (Londra 1948 nel quattro con)